# Allahverdi Khan (armeni)
Allahverdi Khan (mort el 1662) fill de Khosrow Khan (mort el 1653) fou un ghulam de la Pèrsia safàvida d'origen armeni. Va arribar al rang de yūzbāšī-e ḡolāmān-e ḵāṣṣa sota el xa Safi (1629–1642). A la pujada al tron d'Abbas II (1642) el seu pare va ser promogut de amīršekār-bāšī a beglerbegī de Xirvan, i ell fou nomenat per la vacant.
Es va distingir a campanya de Kandahar de 1648/1649 i el xa i va donar el títol de mosaheb i el govern d'Astarabad. A la mort de Siavos o Siyawush Khan (1650/1651) fou nomenat qullār-āqāsī i beglerbegī de Kohgīlūya. El 1654 va substituir Ali Kuli Khan (caigut en desgràcia) com a sardār-e laškar, i va passar uns anys al Gran Khorasan vigilant contra els atacs mogols i uzbeks. El 1658 va conduir l'exèrcit en ajut de Murad Baksh, el germà i rival d'Aurangzeb al tron mogol, però al rebre notícies que Murad havia estat detingut va cancel·lar l'operació.
Poc després fou enviat a l'Azerbaidjan i Geòrgia on va restar tres anys. Kakhètia, a la part oriental de Geòrgia, havia estat devastada durant la conquesta d'Abbas I el Gran i Allahverdi Khan va ordenar repoblar la zona i reconstruir les fortificacions, i uns 15.000 turcs hi van ser establerts a la força; els forts de Šāhābād, Noṣratābād, i Eslāmābād foren reconstruïts.
Fou cridat a Esfahan l'estiu del 1661. A la primavera del 1662 va morir de malaltia. El seu germà Imamverdi Beg, fou el nou amīršekār-bāšī del xa.